# Big Bad Voodoo Daddy
I Big Bad Voodoo Daddy sono un gruppo swing revival statunitense originario della California e formatosi nel 1989 ma attivo dal 1993.

## Membri

### Attuali
- Scotty Morris - voce, chitarra
- Kurt Sodergren - batteria, percussioni
- Dirk Shumaker - contrabbasso, voce
- Andy Rowley - sassofono, voce
- Glen "The Kid" Marhevka - tromba
- Karl Hunter - sassofoni, clarinetto
- Joshua Levy - piano

### Ex membri
- Jeff Harris - trombone (1998)
- Ralph Votrian - tromba, trombone (1994)

## Discografia

### Album studio
- 1994 – Big Bad Voodoo Daddy
- 1997 – Whatchu' Want for Christmas?
- 1998 – Americana Deluxe
- 1999 – This Beautiful Life
- 2003 – Save My Soul
- 2004 – Everything You Want for Christmas
- 2009 – How Big Can You Get?: The Music of Cab Calloway
- 2012 – Rattle Them Bones
- 2013 – It Feels Like Christmas Time
- 2017 – Louie Louie Louie

### Album live
- 2004 – Big Bad Voodoo Daddy Live